# カセイ峡谷
カセイ峡谷（カセイきょうこく、英: Kasei Valles）は、火星のアキダリウム海地域とルナエ沼地域に跨る巨大な峡谷。全長1,780 kmに達する火星で最大級の大洪水地形である。名称は日本語の火星に由来する。

## 地形

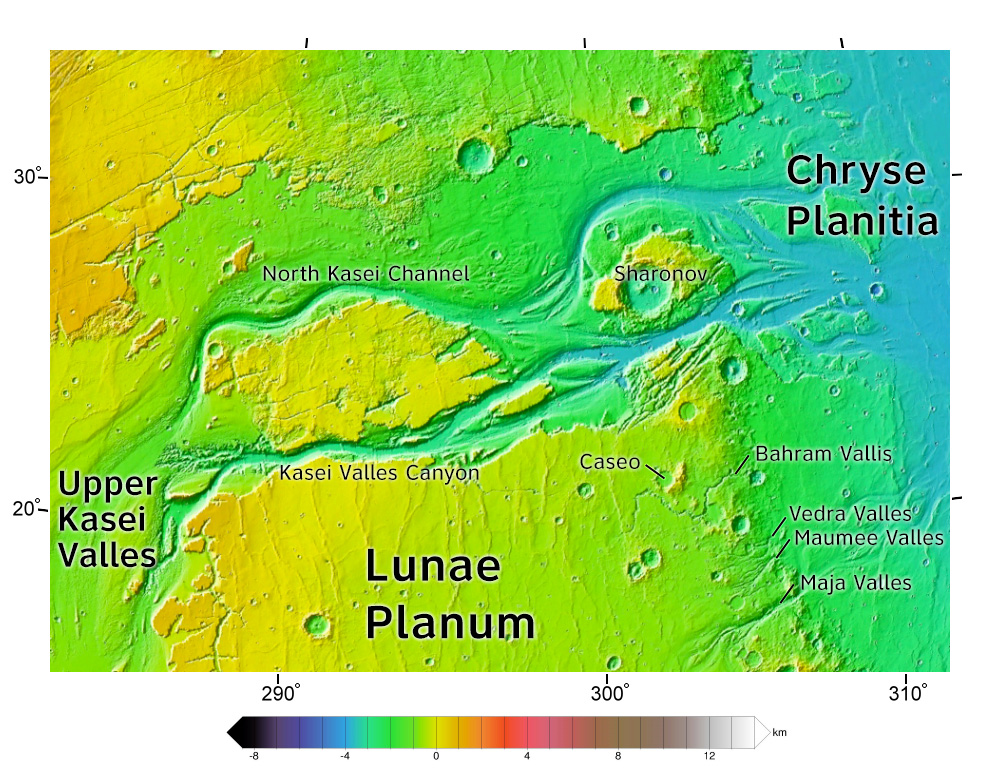
カセイ峡谷北部とその周辺地域の地形図。峡谷はこの地図のさらに南側から始まっている。

カセイ峡谷は、北緯16.28度から27.11度、東経285.55度から309.66度にかけて広がる巨大な峡谷であり、全長は1,780 km、幅は場所によっては300 mi (480 km) に達する。地球上の代表的な峡谷の一つであるグランド・キャニオンが最大でも幅18 mi (29 km) であるのと比べると、はるかに大規模である。カセイ峡谷は火星で最長の大洪水地形の一つである。
カセイ峡谷はマリネリス峡谷の近くのエチュス谷に端を発する。そこから北に向かい、最終的には北東のクリュセ平原へと消える。平原の終端から遠くない地点には、バイキング1号の着陸地点がある。カセイ峡谷は北緯20度付近で、カセイ峡谷・キャニオン (Kasei Vallis Canyon) と北カセイ峡谷 (North Kasei Channel) の2本の谷へと分裂する。2本の谷は東経297度付近で合流するが、この2本の谷の間はサクラ卓状台地と呼ばれる広大な島状の地域となっている。カセイ峡谷の深さは場所によっては2–3 kmにもなる。

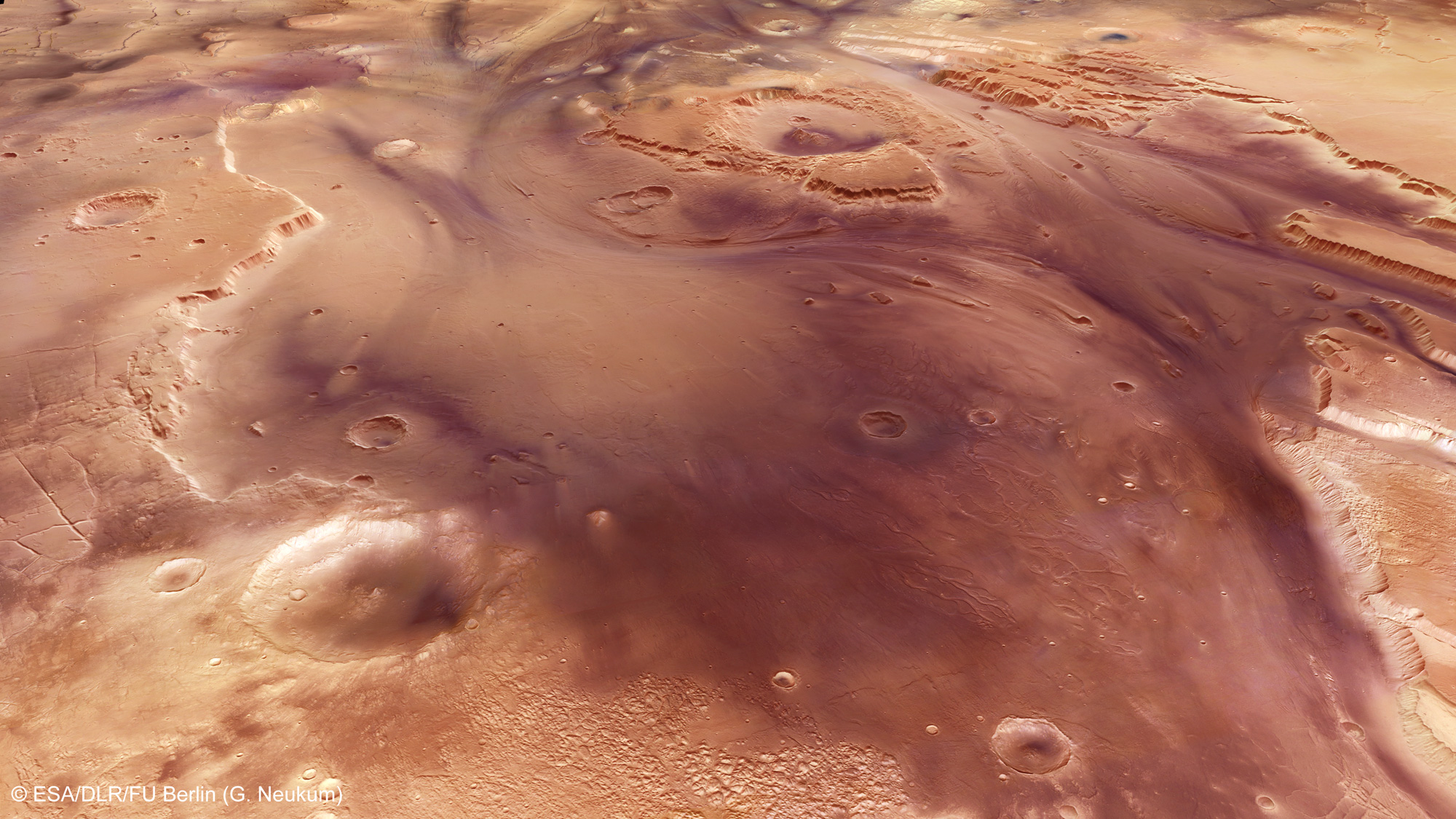
立体的に撮影したカセイ峡谷。上部中央がシャロノフ・クレーター

他の大洪水地形と同様、カセイ峡谷は液体の水の流れにより形成されたような地形となっている。この水は、火山平原であるタルシス地域から、一度きりの破局的な大洪水として、または繰り返し発生した洪水として長い期間をかけて、流れ込んだと考えられる。または、液体ではなく氷河の流れにより形成された可能性が考えられる。
三度に渡る巨大な洪水により、今日のカセイ峡谷・キャニオンの「島」であるルナエ卓状台地と、シャロノフ・クレーターの姿が形作られたと考えられている この洪水は、浸食の形跡から高さが実に400 m以上もあったと推定されており、これは地球の同種の地形であるドライ滝を形成した大洪水よりも遥かに激しいものである。洪水は100km以上の上流から流れてきた可能性がある。

## 画像

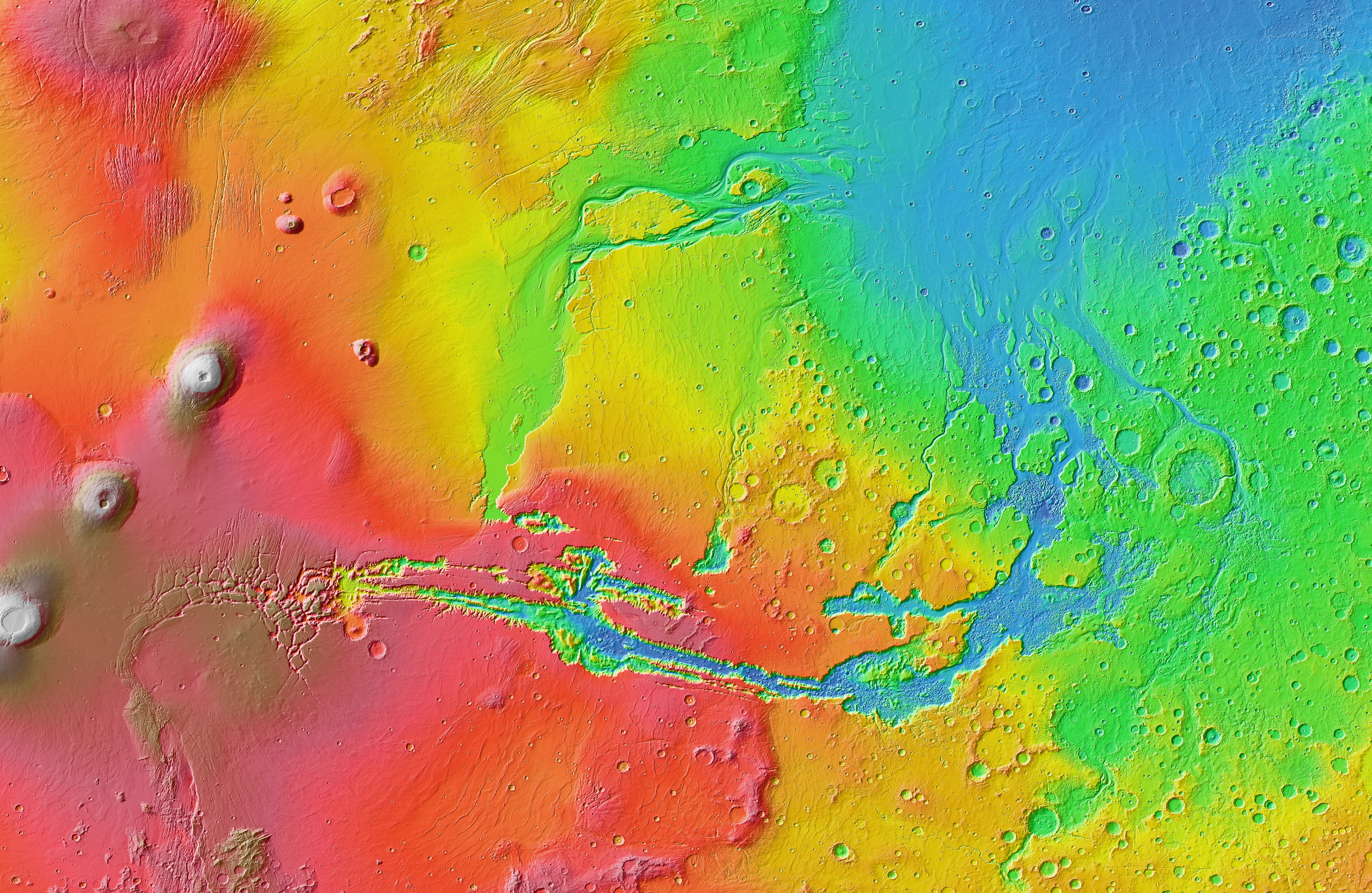
広域の地形図。カセイ峡谷はマリネリス峡谷の北西に端を発し、一旦北上後東に向かいクリュセ平原（英語版）へと消える。
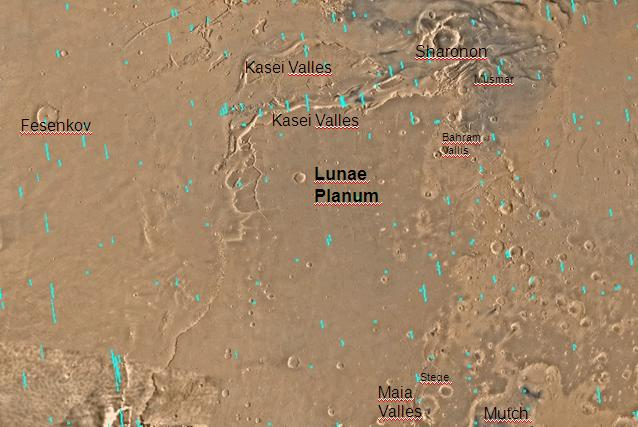
地名を記したルナエ沼四辺形（英語版）の衛星写真。カセイ峡谷は上方に位置する。
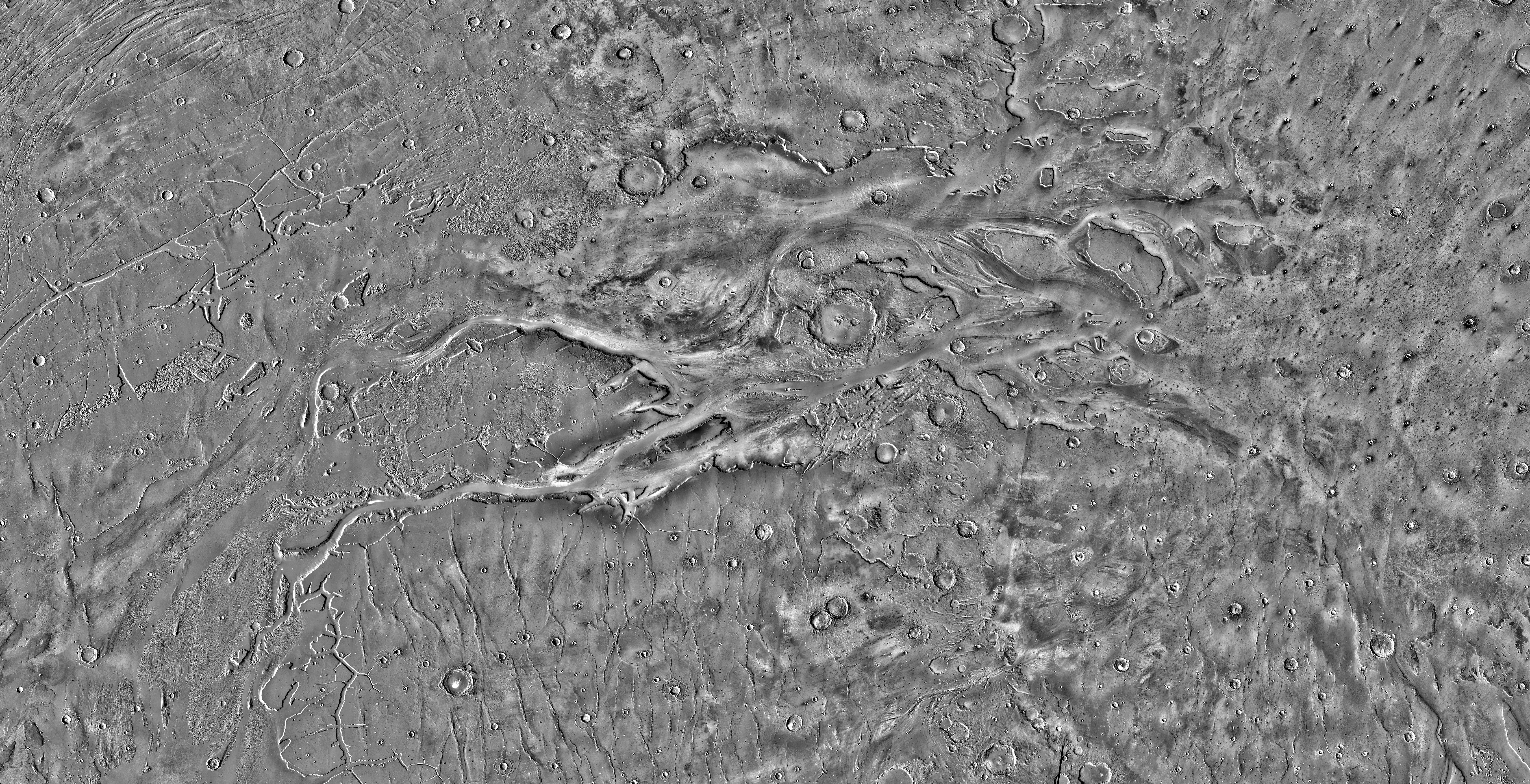
カセイ峡谷の高解像度赤外線画像（2001マーズ・オデッセイ撮影）。
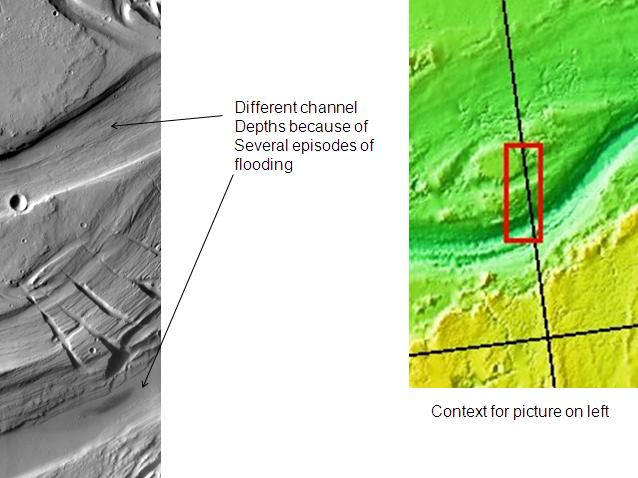
カセイ峡谷の赤外線詳細画像と解説（〃）。
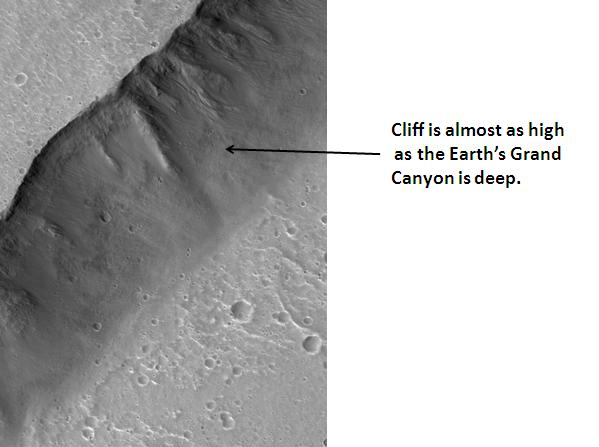
カセイ峡谷の崖（MRO撮影）。
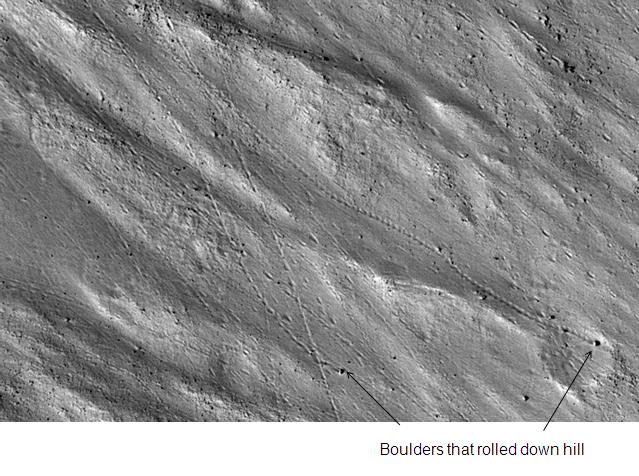
崖の拡大写真。大きな石が転がった後が映っている。
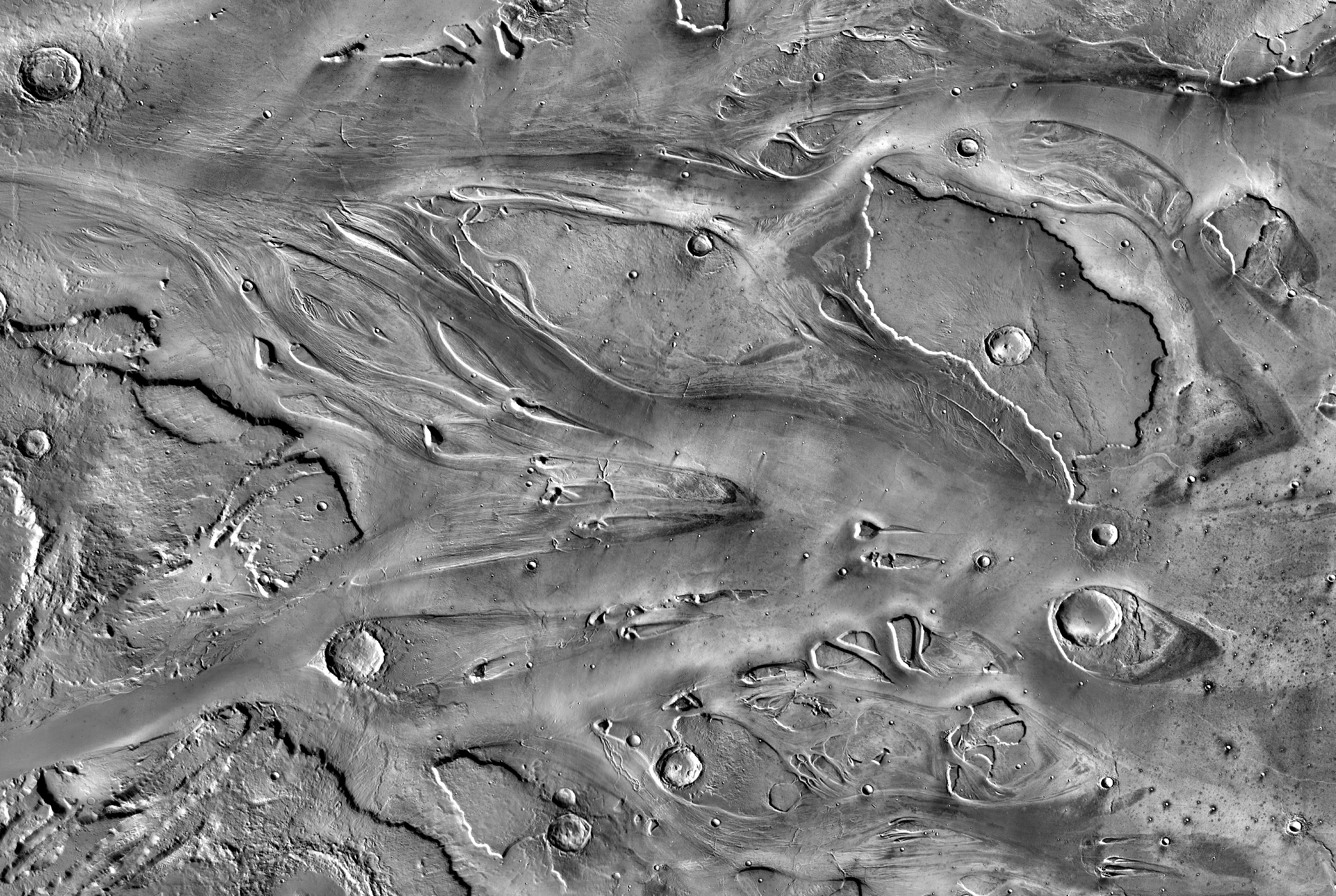
カセイ峡谷の流線型の地形（MRO撮影）。
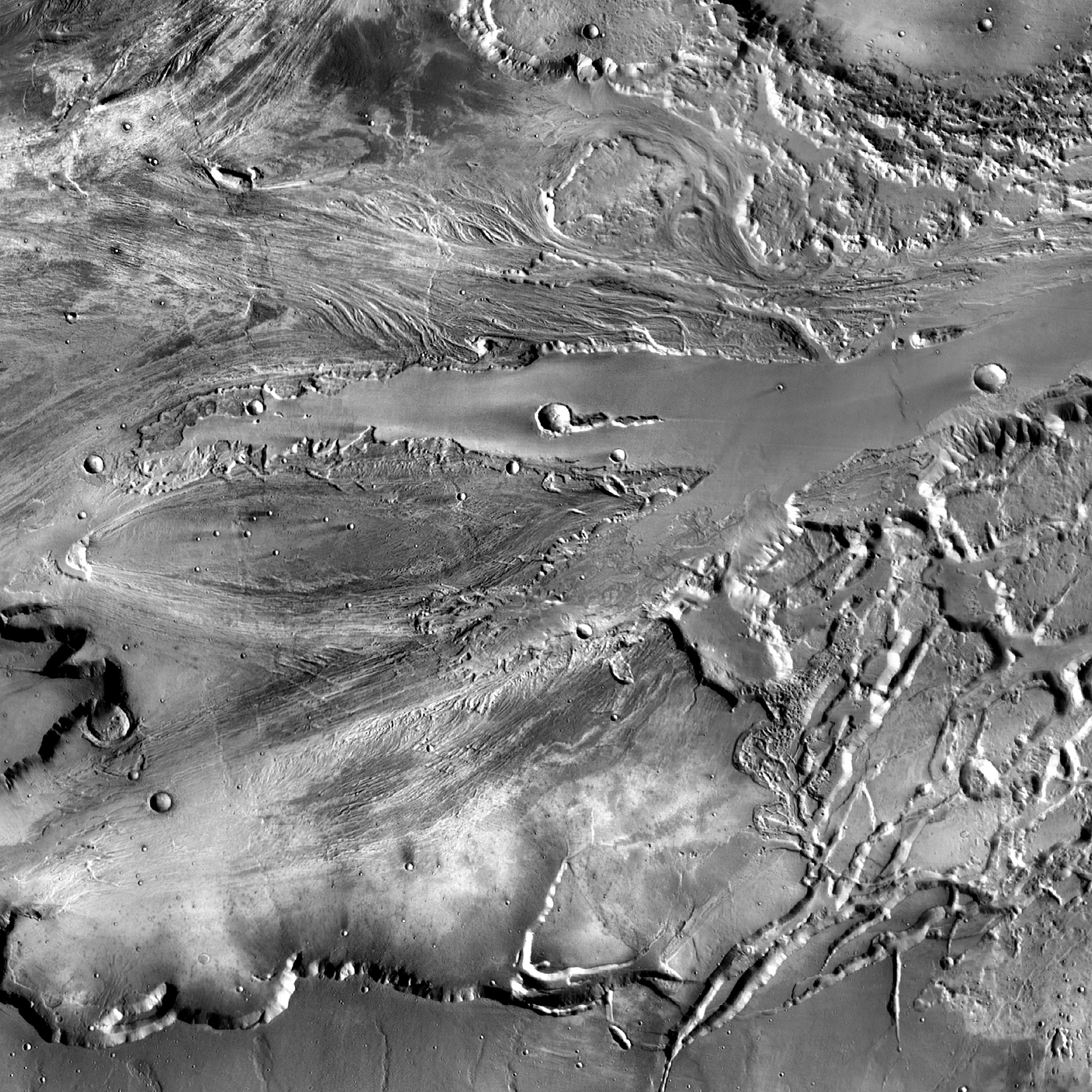
シャロノフ・クレーター（英語版）南西の地形。洪水の跡と推測される地形が残されている。